# Дарение
Дарение — безвозмездная передача имущества, сообщение блага.
В юридическом понятии дарение может приобретать значение, как безвозмездная передача своего имущества, какого-либо предмета другому лицу в полное владение. Дарение является одним из гражданских прав субъекта, гражданина. Данное право обеспечивается действующим законодательством государства, также свобода и право гражданина распоряжаться своим имуществом (в том числе и передача его по своему изволению) гарантирует Конституция. Дарение может оформляться как сделка. Часто дарение возможно без оформления каких-либо документов. Однако при дарении жилья и другой недвижимости, как правило, может возникнуть необходимость составления договора дарения, заверяемого нотариусом. Порядок оформления и принятия дарения регулируется Гражданским кодексом РФ, а также действующим законодательством в вопросах налогообложения граждан.
Договор дарения является одним из старейших договоров гражданского права. Уже в римском праве дарение признавалось одним из оснований возникновения права собственности. Любой вид договора дарения опосредует переход имущества (права, вещи и т.п.) от одного лица другому, причем даритель и одаряемый являются юридически равноправными субъектами. Таким образом, правоотношения, возникающие из договора дарения укладываются в рамки предмета гражданского права и адекватны методу гражданско-правового регулирования.
Согласно Б.Ф. Поршневу, дарение (наряду с угощением и отдаванием) является основной формой движения продуктов в архаическом обществе.

## Договор дарения
Договор дарения — гражданско-правовой договор, по которому одна сторона (даритель) безвозмездно передает или обязуется передать определенное имущество другой стороне (одаряемому) либо освобождает или обязуется освободить её от имущественной обязанности (ст. 572 ГК РФ).
Как следует из определения, особенностью договора дарения является его безвозмездность. Данная разновидность договора в зависимости от конкретного вида может быть реальным или консенсуальным. В последнем случае договор дарения порождает обязательство передать определенное имущество одаряемому в момент, не совпадающий с моментом заключения договора дарения, то есть в будущем. Различия между реальным и консенсуальным договором дарения велики, ведь они затрагивают все аспекты правоотношений дарителя и одаряемого. Исходя из этого, почти все нормы и положения главы 32 ГК РФ регулируют один из двух указанных видов, а количество общих норм, распространяющихся на все виды договора дарения, минимально. Единственное, что объединяет все виды договора дарения, — его безвозмездность.